# 溫扎河
溫扎河是俄羅斯的河流，位於沃洛格達州和科斯特羅馬州，屬於伏爾加河的左支流，河道全長426公里，流域面域28,900平方公里，河流從10月至5月結冰，河畔城鎮有科洛格里夫、曼圖羅沃和馬卡里耶夫。
58°30′N 45°00′E / 58.500°N 45.000°E